# 東区庁駅
東区庁駅（トングチョンえき）は、大韓民国大邱広域市東区にある大邱交通公社1号線の駅である。駅番号は136。

## 駅構造
- 相対式ホーム2面2線の地下駅。

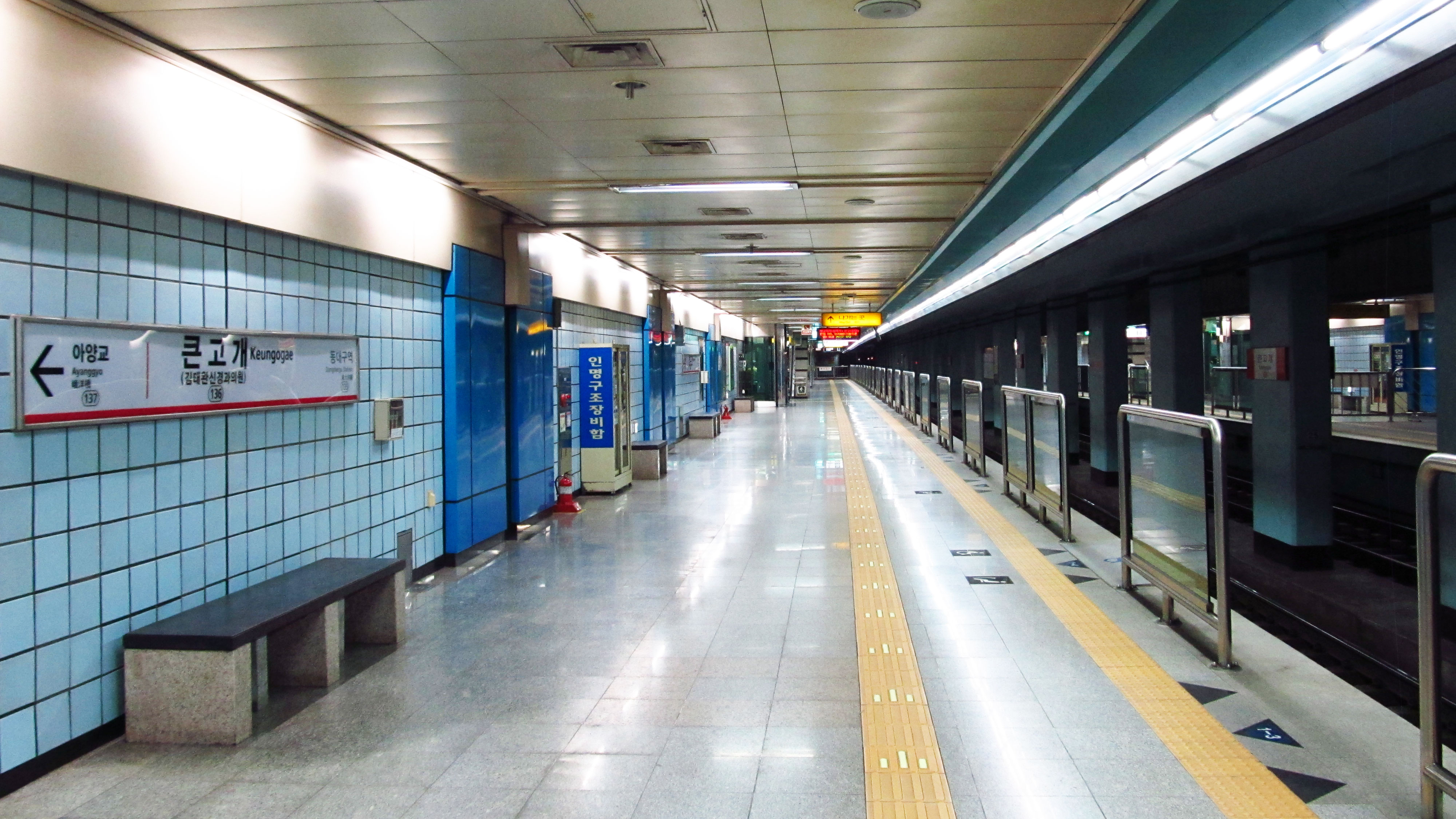
ホーム（2016年10月9日・改称前）

## 駅周辺
- クンゴゲオゴリ
- 新岩4洞住民センター
- 孝睦高架車道
- 東区庁
- 東西市場
- 東大邱駅
- 国立新岩先烈公圓

## 歴史
- 1998年5月2日 - クンゴゲ駅として開業。駅名は「大きな峠」の意味である。
- 2017年3月1日 - 東区庁駅に改称。

## 隣の駅
大邱交通公社
●1号線
東大邱駅駅 (135) - 東区庁駅 (136) - 峨洋橋駅 (137)